# Cercle de Douentza
Le cercle de Douentza est une collectivité territoriale malienne dans la nouvelle région de Douentza.

## Histoire
Le cercle de Douentza est instauré en juin 1960 dans la région de Mopti, par la loi 60-5 AL-RS du 7 juin 1960 de la République soudanaise
La région subit depuis 2012 la guerre du Mali; avec une certaine activité de différents groupes, dont le Front de libération du Macina.

## Subdivisions
Avant 2023, il compte 15 communes : Dallah, Dangol-Boré, Débéré, Dianwély, Djaptodji, Douentza, Gandamia, Haïré, Hombori, Kéréna, Korarou, Koubéwel Koundia, Mondoro, Pétaka et Tédjé.
Depuis 2023, le cercle codé en  1801, est divisé en 4 arrondissements, 10 communes, 81 villages, fractions et quartiers VFQ.
| Code   | Arrondissement                     |
| ------ | ---------------------------------- |
| 180101 | Arrondissement central de Douentza |
| 180102 | Arrondissement de Tedié            |
| 180103 | Arrondissement de Diona            |
| 180104 | Arrondissement de Dallah           |

| Code     | Commune          | Chef-lieu       | VFQ |
| -------- | ---------------- | --------------- | --- |
| 18010101 | Douentza         | Douentza        | 4   |
| 18010102 | Débéré           | Débéré          | 6   |
| 18010103 | Dianwély         | Dianwély-Maoudé | 8   |
| 18010104 | Gandamia         | Kikara          | 8   |
| 18010105 | Kéréna           | Kéréna          | 3   |
| 18010106 | Koubéwel Koundia | Koubewel        | 14  |
| 18010107 | Pétaka           | Pétaka          | 5   |
| 18010201 | Tédié            | Tongo-Tongo     | 12  |
| 18010301 | Korarou          | Diona           | 9   |
| 18010401 | Dallah           | Dallah          | 12  |